# Hudson Bay (circonscription)
Pour les articles homonymes, voir Hudson Bay (homonymie).

Découpage des circonscriptions du Nuvanut, en rouge, la circonscription d'Hudson Bay.

Hudson Bay est une circonscription électorale territoriale canadienne de l'Assemblée législative du Nunavut. La circonscription correspond à la communauté de Sanikiluaq. Le membre actuel de l'Assemblée législative pour la circonscription de Hudson Bay est Allan Rumbolt. Tous les candidats sont indépendants étant donné qu'il n'y a aucun parti politique à l'Assemblée législative du Nunavut.

## Résultats des élections
- Indépendant

| Élections générales du Nunavut de 1999 |                             |       |         |
|                                        | Nom                         | Votes | %       |
|                                        | Peter Kattuk                | 165   | 60,89 % |
|                                        | Moses Appaqaq               | 106   | 39,11 % |
| Total des bulletins valides            | Total des bulletins valides | 271   | 100 %   |

| Élections générales du Nunavut de 2004 |                             |       |         |
|                                        | Nom                         | Votes | %       |
|                                        | Peter Kattuk                | 127   | 42,76 % |
|                                        | Moses Appaqaq               | 92    | 30,98 % |
|                                        | Jonny Tookalook             | 30    | 10,10 % |
|                                        | Kupapik Ningeocheak         | 29    | 9,76 %  |
|                                        | Joe Arragutainaq            | 19    | 6,40 %  |
| Total des bulletins valides            | Total des bulletins valides | 297   | 100 %   |

| Élections générales du Nunavut de 2008 |                             |       |        |
|                                        | Nom                         | Votes | %      |
|                                        | Allan Rumbolt               | 152   | 43,4 % |
|                                        | Johnny Manning              | 121   | 36,2 % |
|                                        | Bill Fraser                 | 65    | 20,4 % |
| Total des bulletins valides            | Total des bulletins valides | 338   | 100 %  |